# 7728 Giblin
7728 Giblin este un asteroid din centura principală de asteroizi.

## Descriere
7728 Giblin este un asteroid din centura principală de asteroizi. A fost descoperit pe 12 ianuarie 1977 la Observatorul Palomar de Edward L. G. Bowell. Asteroidul prezintă o orbită caracterizată de o semiaxă mare de 2,80 ua, o excentricitate de 0,11 și o înclinație de 3,4° în raport cu ecliptica.